# Скуби-Ду и киберпогоня
«Скуби-Ду и кибер-погоня» (англ. Scooby-Doo & The Cyber Chase) — полнометражный рисованный анимационный фильм о Скуби-Ду.
«Киберпогоня» является последним проектом студии Hanna-Barbera, исполнительными продюсерами которого были Уильям Ханна и Джозеф Барбера дуэтом, перед смертью Ханны 22 марта 2001 года.
«Киберпогоня» был первым мультфильмом о Скуби-Ду, в котором Грей ДеЛайл озвучила Дафну Блейк, после смерти Мэри Кей Бергман 11 ноября 1999 года. Он также был последним мультфильмом о Скуби-Ду, в котором Скотт Иннес озвучивал Скуби-Ду и Шэгги Роджерса, а Б. Дж. Уорд озвучивала Велму Динкли.
В мультфильмах о Скуби-Ду, транслируемых прямо на видео, больше не будет реальных сверхъестественных существ, до «Короля гоблинов».

## Сюжет
Скуби-Ду и его друзья — Шэгги, Велма, Дафна и Фред — приехали в гости к Эрику, создателю видеоигры, основанной на их приключениях. Друзья узнали, что кто-то выпустил из кибермира опасный компьютерный Вирус. Друзья пытаются его поймать, но волей создателя Вируса сами попадают внутрь видеоигры. Преследуя Вирус по десяти сложнейшим уровням, компания сначала попадает на Луну, а далее совершает путешествие от доисторического прошлого до современности и сталкивается с ордой виртуальных страшилищ из своих самых знаменитых историй, победить которых им помогают их виртуальные двойники.

## Роли озвучивали
- Скотт Иннес — Скуби-Ду / Шэгги
- Джо Аласки — офицер Уэмбли
- Боб Берген — Эрик Стауфер
- Грей ДеЛайл — Дафна
- Том Кэйн — профессор Кауфман
- Мики Келли — Билл МакЛемор
- Гари Стургис —  Вирус
- Б.Дж. Уорд — Велма
- Фрэнк Уэлкер — Фред

## Роли дублировали
- Никита Прозоровский — Скуби-Ду, Шэгги
- Олег Куценко — офицер Уэмбли, профессор Кауфман, Призрак Вирус, второстепенные мужские персонажи
- Андрей Бархударов — Фред, Эрик Стауфер, Билл МакЛемор
- Мария Овчинникова — Дафна
- Людмила Ильина — Велма

## Отзывы
Эрл Кресси из DVD Talk в своей рецензии на мультфильм поставил самый высокий балл качеству видео. В 2022 году Молли Макнабб из Comic Book Resources поставила Вируса на 1 место в топе 10 лучших злодеев франшизы «Скуби-Ду».

## Факты
- Мультфильм посвящён памяти Уильяма Ханны, скончавшегося 22 марта 2001 года, и не дожившего до премьеры «Кибер-погони» 7 месяцев[2][1].